# Văculești
Văculești – wieś w Rumunii, w okręgu Botoszany, w gminie Văculești. W 2011 roku liczyła 1051 mieszkańców.